# 파이스트
레슬리 파이스트(Leslie Feist, 1976년 2월 13일 ~ )는 캐나다의 인디 팝 싱어송라이터이자 기타리스트로 파이스트라는 이름으로 활동하고 있다. 솔로 및 인디록 그룹인 브로큰 소셜 씬(Broken Social Scene)의 멤버로도 활동한다.
파이스트는 1999년 앨범 《Monarch》를 내며 솔로 활동을 시작했고 뒤이어 발표한 2004년의 《Let It Die》와 2007년의 《The Reminder》 앨범은 평론가들의 찬사 속에서 상업적으로도 성공하여 250만장 이상을 판매했다. 《The Reminder》 앨범으로 그래미 어워드 최우수 신인상을 비롯한 4개 부문에 후보로 올랐다. 주노 어워드에서는 두 번의 이 해의 아티스트상을 비롯하여 총 11개 부문에서 수상했다. 네 번째 앨범인 《Metals》는 2011년에 발매되었다. 2012년 파이스트는 메탈 그룹인 마스터돈(Mastodon)과 함께 EP와 뮤직비디오를 만들었다.
파이스트는 2012년 주노 어워드에서 이 해의 아티스트, 이 해의 얼터더티브 앨범, 그리고 다큐멘터리 <Look at What the Light Did Now>로 이 해의 뮤직 DVD 상을 받았다. 그래미 어워드에서 <The Reminder>로 최우수 팝 보컬 앨범, 최우수 신인 아티스트 등 네 번 후보로 올랐다.

## 어린 시절
레슬리 파이스트는 1976년 2월 13일 캐나다 노바 스코티아의 앰허스트에서 출생했다. 부모는 둘 다 예술인들로 아버지 해롤드 파이스트는 표현주의 추상화가이며 알버타 아트/디자인 대학교와 뉴 브룬스윅 색빌의 마운트 앨리슨 대학교에서 가르치기도 했다. 어머니 린 파이스트는 서스캐처원에서 도자기를 배웠다. 첫째 아들 벤이 태어나고 이들은 색빌로 이주했다.
파이스트의 부모는 그녀가 태어나고 얼마 지나지 않아 이혼했고 벤과 파이스트는 어머니를 따라 서스케처원의 레지나로 이주하여 외조부와 함께 생활하다 이후 알버타 캘거리로 옮겼고 그곳에서 그녀는 비숍 캐롤 고등학교와 알터너티브 고등학교를 다녔다. 파이스트는 작가를 꿈꿨고 소녀 시절 열심히 합창단 활동을 했다. 12살 때 파이스트는 캘거리 동계 올림픽 개막식에서 1,000의 댄서들과 함께 춤을 추기도 했고 그녀는 이 경험이 비디오 <1234>의 배경이 되었다고 밝히기도 했다.
그의 아버지가 미국인이기에 파이스트는 캐나다와 미국 시민권을 모두 가지고 있으며 후에 그녀는 애플과의 거래를 통해 미국 시민권을 얻었다고 농담하기도 했다.

## 음악 경력
파이스트가 15살이던 1991년, 캘거리 지역에서 펑크 밴드 플라시보(Placebo)를 결성하고 리드 보컬을 맡았다.(영국 밴드 플라시보와는 다른 밴드다.) 이들은 지역에서 열린 밴드 경연대회에서 우승을 차지했고 라몬즈(Ramones)가 출연하는 1993년 페스티벌의 오프닝에 한 자리를 얻게 된다. 이 공연에서 파이스트는 브렌단 캐닝을 만나는데 그의 밴드 에이치헤드(hHead)는 그녀의 밴드 바로 전에 순서가 있었다. 10년 후 이들은 밴드 브로큰 소셜 씬에서 다시 만나게 된다.
1995년 파이스트는 성대에 손상이 있어 잠시 음악을 접고 쉴 수 밖에 없게 된다. 1996년에는 캘거리에서 토론토로 이사했고 그 해 에이치헤드의 노아 민츠로부터 그의 솔로 프로젝트인 노아스 아크웰드(Noah's Arkweld)에서 베이스를 연주해달라는 부탁을 받는다. 그녀는 전에 베이스를 연주해 본 적이 없었지만 노아스 아크웰드에서 1년간 베이스로 활동했다. 1998년에는 디바인 라이트(Divine Right)라는 밴드에서 리듬 기타를 연주하게 되었고 1998년, 1999년, 2000년까지 내내 그들과 함께 투어를 다녔다. 또한 보데가(Bodega)에서 기타를 연주하기도 했지만 공식 밴드 멤버로서는 아니었다.
1999년 파이스트는 '컴 애스 유아'(성인용품판매점) 위층에 있는 퀸 웨스트 아파트로 친구의 친구인 메릴 니스커와 함께 이사했는데 메릴은 당시 피치스(Peaches)라는 이름으로 일렉트로-펑크 음악 활동을 시작하고 있었다. 파이스트는 피치스가 공연할 때 무대 뒤에서 양말 인형을 조종하는 것을 도와주기도 했다. 이 둘은 2000-2001년 영국 투어도 함께 했는데 밴드 앨라스티카(Elastica)의 저스틴 프리시맨과 미아(MIA)와 함께 머물렀다. 파이스트는 <The Teaches of Peaches>에서 게스트 보컬로, 또 피치스의 뮤직 비디오 <Lovertits>에 자전거를 쓰다듬고 핥는 역으로 출연했고 후에 이 곡을 피치스 투어 중에 만났던 곤잘레스(Gonzales)와 함께 리메이크 하여 그녀의 앨범 《Open Season》에 담았다. 2006년 파이스트는 피치스의 앨범 《Impeach My Bush》에 수록된 곡 <Give 'Er>에서 백업 보컬을 했다.

## 《Monarch (Lay Your Jewelled Head Down)》 (1999–2001년)
파이스트의 솔로 데뷔 앨범 《Monarch》는 1999년 발매되었다. 이 앨범은 <Monarch> and <That's What I Say, It's Not What I Mean> 등을 비롯한 10곡으로 구성되었다. 후에 드래고네트(Dragonette)라는 밴드를 결성한 댄 커츠가 제작을 맡았다.

## 《Let It Die》 (2001–2006년)
2001년 여름, 파이스트는 레드 데모라는 이름으로 7곡을 집에서 자체 제작했었는데 공식적으로 발매하지는 않았다. 그리고는 곤잘레스와 함께 2년 넘게 유럽에서 공연을 진행했다. 같은 해 파이스트는 옛 친구들로 구성된 토론토의 인디 록 그룹인 브로큰 소셜 씬의 작업에 함께했는데 밴드의 실제 리더인 케빈 드류가 기타를 연주하지 못하게 해서 보컬로만 다수의 곡 작업에 참여했다. 그리고 곧 이어 밴드와 함께 <You Forgot It in People>을 녹음했다. 유럽에서 곤잘레스와 투어를 가지면서 이들은 전에 그녀가 집에서 녹음한 레드 데모의 곡들을 새롭게 녹음했고 이것이 후에 주류 음반 레이블을 통해 나온 그녀의 데뷔 앨범인 《Let It Die》가 되었다. 이 앨범은 자작곡과 리메이크 곡들로 구성되었는데 이를 통해 그녀의 작곡가로서 뿐 아니라 기존 곡들을 독창적으로 해석하는 능력을 보여주었다.
《Let It Die》 앨범을 녹음한 후 파이스트는 파리로 이주했다. 유럽에 있는 동안 그녀는 노르웨이의 듀오 킹스 오브 컨비니언스(Kings of Convenience)의 앨범 《Riot on an Empty Street》에 수록된 곡 <Know How>와 <The Build Up> 작곡을 함께 하고 게스트 보컬로 참여했다. 또 제인 버킨(Jane Birkin)의 앨범 《Rendezvous》에 들어간 곡 <The Simple Story>을 함께 쓰고 듀엣으로 노래했다.

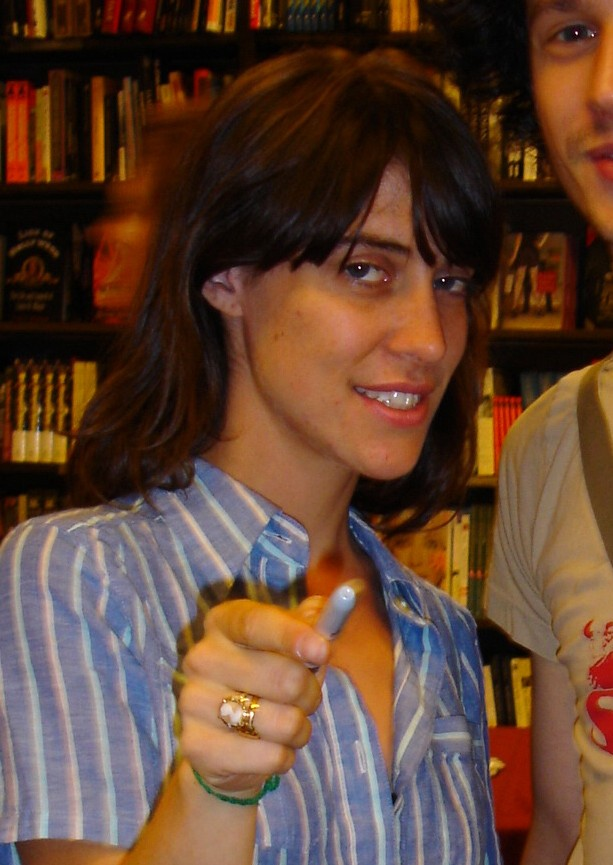
파이스트 (2005년)

파이스트는 2004년, 2005년, 2006년에 걸쳐 북미와 유럽, 아시아, 호주에서 앨범 《Let It Die》를 위한 홍보 투어를 벌였다. 2004년 그녀는 캐나다 주노 어워드에서 "최우수 신인 아티스트"와 "최우수 얼터너티브 록 앨범" 상을 받았다. 《Let It Die》 앨범 판매량은 전세계적으로 50만장에 달했고 캐나다에서는 플래티넘을, 프랑스에는 골드 앨범을 달성했다. 캐나다 뮤지션인 벅 65(Buck 65)는 파이스트가 감독한 뮤직 비디오 <One Evening>에 출연했고 이 비디오는 2004년 주노 어워드에서 "이 해의 비디오" 후보에 오르기도 했다.
2005년 파이스트는 유니세프의 자선 활동을 위한 곡 <Do They Know It's Hallowe'en?>에 참여했다. 그리고 그녀의 곡 <Mushaboom>이 라코스테의 남성 향수 광고에 사용되었고 또 영화 <500일의 썸머>에도 삽입되었다.
리믹스와 협업으로 구성된 앨범 《Open Season》이 2006년 4월 18일 발매되었다.
2006년 영화 <사랑해, 파리>에 들어간 두 개의 곡, <La Même Histoire>와 <We're All in the Dance>에 보컬로 참여했다.

## 《The Reminder》 (2006–2007년)

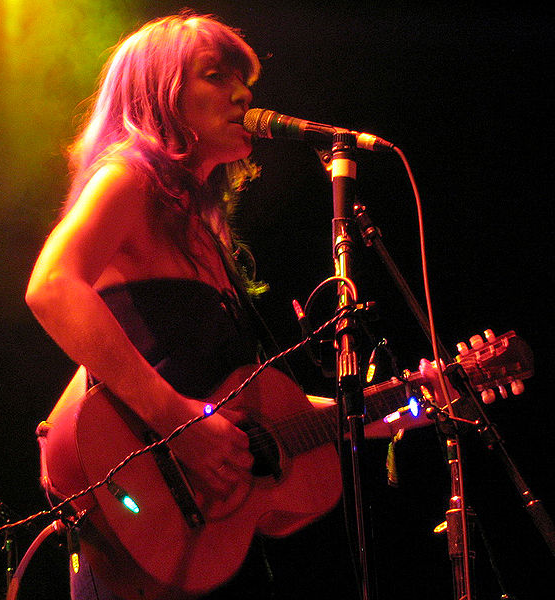
공연 중인 파이스트 (2006년)

2006년 초 파이스트는 파리로 이주했고 그곳에서 《Let It Die》의 후속 앨범을 라프레트 스튜디오에서 녹음했다. 앨범 작업에는 곤잘레스, 모키, 제이미 리델, 르노 레탕, 그리고 투어를 함께 했던 밴드인 어파슬 오브 허슬(Apostle of Hustle)의 브라이든 베어드, 제시 베어드, 줄리안 브라운, 그리고 파소 미노(Paso Mino)의 아피 쥬바넨이 참여했다.
그리하여 파이스트의 세 번째 솔로 앨범 《The Reminder》는 2007년 4월 23일 유럽에서, 5월 1일에 캐나다와 미국 및 전세계에 발매되었고 앨범 홍보를 위한 월드 투어가 이어졌다. 이 앨범에 수록된, 뉴 버팔로(New Buffalo)의 샐리 셀트만과 함께 쓴 곡 <1234>는 아이파드 나노 광고에 들어가면서 인기를 얻어 인디 록 음악으로서는 드물게 미국에서 8위까지 올랐고 다운로드에 있어서도 톱 10에 들었다. 언론에서도 찬사를 보냈고 2007년 6월의 뉴욕타임즈의 예술 섹션 표지에 실리기도 했다. 《The Reminder》는 전세계적으로 백만장 이상이 팔렸고 미국에서 공식적으로 골드 앨범을 달성했다. 또한 2008년 4월 6일 캐나다 알버타 캘거리에서 열린 주노 어워드에서 "이 해의 앨범"상을 수상했다.
전에 <Mushaboom>의 비디오를 제작했던 패트릭 도터스가 <1234>, <My Moon, My Man〉, <I Feel It All〉의 뮤직 비디오를 맡았고 <1234>, <My Moon, My Man 〉의 경우 저명한 안무가인 노에미 라프랑스가 안무 지도를 했다. <Honey, Honey> 뮤직 비디오에는 아방가르드 인형극단인 올드 트루트 퍼펫 워크샵이 참여했다.
〈I Feel It All〉은 영국 십대 코메디 드라마 <인비튀너스>와 영화 <뉴욕은 언제나 사랑중>, 그리고 2008년 영화 <내 친구의 사생활>에 쓰였고, <Honey Honey>는 미국 드라마 <엘워드>의 5.06 에피소드에 들어갔다. 유명한 독일의 DJ인 보이즈 노이즈(Boys Noize)는 그녀의 곡 <My Moon, My Man>의 리믹스를 2007년 데뷔 앨범 《Oi Oi Oi》에 넣었다. 2009년 본 이베어(Bon Iver)는 《The Reminder》 앨범 수록곡인 <The Park>를 호주의 라디오 프로그램 트리플 J에서 리메이크하여 불렀다. <Limit to Your Love>는 영국 십대 드라마 <스킨즈> 시즌 2, 에피소드 1과 영화 <뉴욕은 언제나 사랑중>에 쓰였다. 영국의 가수이자 제작자인 제임스 블레이크(James Blake)는 이 곡의 리메이크를 자신의 이름을 딴 2011년 앨범 《James Blake》에 넣었고 또 싱글로도 발매했다.
애플 아이파드 나노 광고가 나가기 전에 《The Reminder》는 대략 주에 6천장 정도가 나갔고 <1234>는 주에 2,000개의 다운로드가 이루어지고 있었는데 광고가 나간 이후 이 곡은 총 73,000개의 다운로드를 넘어서면서 빌보드 핫 100의 핫 디지털 송 차트 8위에 올랐고 《The Reminder》 앨범은 19,000장이 팔리면서 빌보드 200 차트 36위에서 28위로 상승했다. 영국에서 아이파드 나노 TV 광고가 나간 이후 영국 차트 102위에서 8위로 뛰어올랐다. 타임 매거진은 <1234>를 2007년 10 베스트 곡 중 2위로 선정했다. 작가인 조시 타이란기엘은 이 곡을 "걸작"이라 평하면서 파이스트가 "그녀 자신만의 지혜와 풍성함을 버무려" 이 곡을 불렀다고 극찬했다. 2008년 4월 6일, 파이스트는 이 곡으로 주노 어워드에서 "이 해의 싱글" 상을 받았다.
파이스트는 세사미 스트리트 시즌 39에서 출연하여 <1234> 편곡 버전을 부르며 아이들에게 숫자 1, 2, 3, 4 세는 법을 가르쳤다. 그녀는 세사미 스트리트의 머펫들과 함께 출연한 것을 그녀 경력의 하이라이트라고 자평했다. She said working with the Muppets was a career highlight.
2009년 파이스트는 그녀의 곡 <The Water>를 기반으로 브로큰 소셜 씬의 밴드 멤버인 케빈 드류가 감독을 한 단편 영화에 출연했는데 실리안 머피와 데이빗 폭스와 함께 침묵의 엄마 역할을 연기했다. 이 영화는 2009년 3월 2일부터 한 주간 피치포크에서 스트리밍 되었다. 피치포크와의 인터뷰에서 파이스트는 이 영화에 출연한 것에 대해 "영화를 보면서 영화 속에 있는 느낌이었다"라고 했다.

## 《Metals》(2007–2013년)
2007년 파이스트는 스피너닷컴의 오늘날 여성 록커 순위에서 9위를 차지했고 <스핀>과 <블렌더> 매거진의 '이 해의 출중한 아티스트'에 이름을 올렸다. 밥 와이스맨을 오프닝으로 세우고 열린 유럽의 공연 이후 그녀는 와이스맨의 비디오 ⟨Who Am I⟩에 출연했고 그의 곡 <You Don't Love Me>에서 드럼을 연주했다.
배니티 페어 매거진의 2007년 11월호의 포크 음악에 대한 포토 에세이 부분에 파이스트의 사진이 사진 작가 애니 라이보비츠의 작품으로 실렸다. 같은 해 11월 3일에는 새터데이 나이트 라이브에 출연하여 〈1234〉와 〈I Feel It All〉을 불렀다.

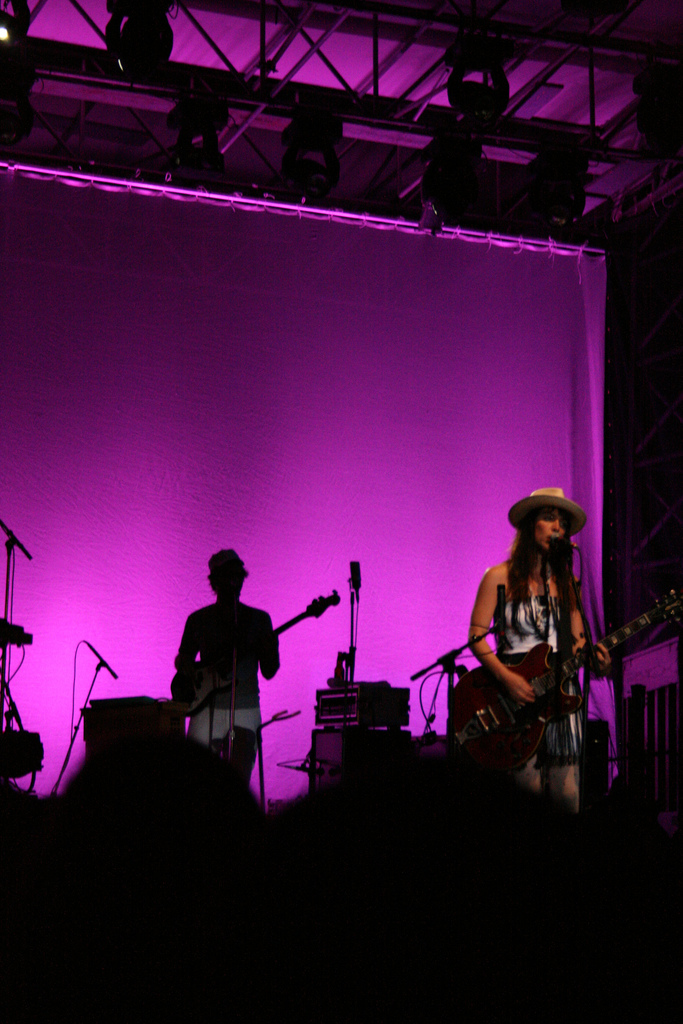
캐나다 퀘벡에서 열린 페스티벌에서 공연하는 파이스트 (2008년)

네이키드 아이 매거진 2008년 봄호 커버에 파이스트의 사진이 실렸다. 같은 해 4월 28일 파이스트는 스티븐 콜버트와 인터뷰를 했고 쇼가 끝날 무렵 ⟨I Fell It All⟩을 불렀고 11월 23일 콜버트 크리스마스 스페셜에 다시 출연하여 천국에서 쇄도하는 기도 전화를 받는 천사의 연기를 했다. 케이프 페어웰(Cape Farewell)의 디스코 베이 탐사에도 참여했다. 2008년 10월 20일에 캐나타 프레스와의 인터뷰에서 《The Reminder》 앨범의 성공 이후 그녀는 음악산업계의 압력에서 잠시 벗어나 다음 활동에 대한 구상을 하며 쉴 필요가 있다고 했다.
2009년 3월 파이스트는 윌코(Wilco)의 7번째 앨범 수록곡인 <You and I>에 게스트로 참여한다고 발표했다.
2009년 파이스트는 신경과학자이자 작가인 다니엘 레비틴의 책 <음악본능>을 기반으로 한CTV의 <My Musical Brain>에 레비틴과 함께 출연했다.
브루클린의 밴드 그리즐리 베어(Grizzly Bear)와 함께 레드 핫 단체의 에이즈 자선 모금을 위한 곡 <Service Bell>을 함께 만들었고 이 곡은 레드 핫의 앨범 《Dark Was the Night》에 수록되었다. 2009년 6월 토론토에서 그리즐리 베어가 공연할 때 출연하여 이 곡을 불렀고 또 <Two Weeks>라는 곡의 백 보컬을 했다. 또한 《Dark Was the Night》에 들어간 곡 중에서 벤 기바드가 바쉬티 분얀의 <Train Song> 리메이크 버전에도 협업했다.
2009년 6월 브로큰 소셜 씬의 밴드 이야기를 담은 책 <This Book Is Broken> 출판을 기념하며 토론토에서 열린 노스 바이 노스이스트 페스티발에서의 공연에 파이스트가 합류했다. 이로서 파이스트가 브로큰 소셜 씬과 갈라섰다는 여러 가지 소문이 잘못되었음이 증명되었다. 이후 이들은 몇 차례 더 함께 무대에 섰는데 2009년 7월 11일 토론토 하버프론트 센터에서 있었던 브로큰 소셜 씬 공연에도 참여하여 거의 공연 내내 기타를 치며 노래했고 자신의 솔로 음악들을 메들리도 선보이기도 했다. 이 공연은 브루스 맥도날드 감독에 의해 촬영되었고 후에 <This Movie Is Broken>이라는 이름으로 발매되었다. 또한 파이스트는 이들의 최신 앨범인 《Forgiveness Rock Record》에서 노래하기도 했다. 그리고 2010년 6월 올림픽 아일랜드와 12월 9-10일 토론토의 사운드 아카데미에서 있었던 브로큰 소셜 씬의 공연에서도 함께 공연했다.
파이스트는 벡, 윌코, 제이미 리델, 제임스 개드슨과 함께 로스엔젤레스의 스튜디오에서 벡의 레코드 클럽 시리즈의 일부로 스킵 스펜서의 <Oar> 리메이크 버전을 만들었다. 당시의 비디오가 벡의 웹사이트에 2009년 11월에 올라왔다.
또한 캐나다의 작곡가인 더그 패이슬리의 앨범 《Constant Companion》에 보컬로 참여하여 <What I Saw>를 불렀고 <Don't Make Me Wait>에서는 듀엣을 했다. 이 앨범은 2010년 10월 12일에 발매되었다.
그녀의 곡 <Limit to Your Love>를 영국의 포스트 덥스텝 아티스트인 제임스 블레이크가 리메이크 했고 이후 베니 베나씨에 의해 리믹스되어 2011년 울트라 뮤직 페스티발에서 틀어서 큰 호응을 얻었다.
2011년 7월 7일 파이스트는 라디오헤드의 콜린 그린우드와 에어의 니콜라스 고딘, 호트랫츠, 솝 앤 스킨과 함께 파리의 라 빌레트 음악도시에서 열린 올스타공연인 "벨벳 언더그라운드 리비지티트"에서 벨벳 언더그라운드와 니코의 곡 <Femme Fatele>을 함께 했다.
파이스트의 앨범 《Metals》는 2011년 9월 30일에 발매되었다. 발게어 시퀴르손, 칠리 곤잘레스, 목키가 협업자로 참여했다. 이 앨범은 음악 평론가들 사이에 널리 호평을 받았다.

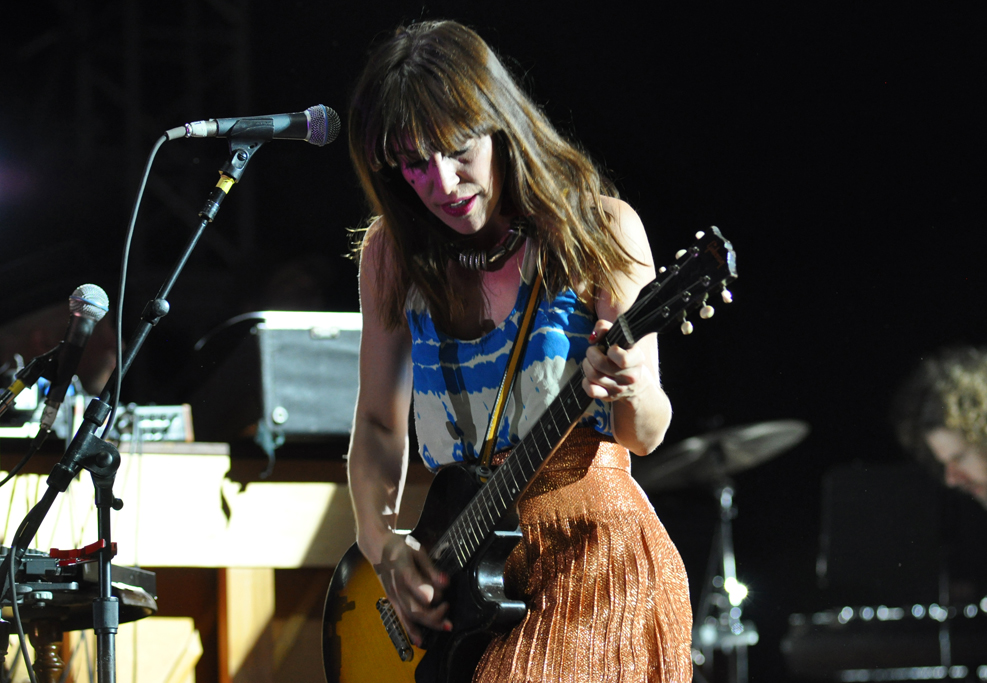
코치엘라에서 (2012년)

2012년 파이스트는 프로그래시브 메탈 밴드인 마스터돈의 곡들과 자신의 곡들을 마스터돈과 함께 리메이크 작업을 했고 레코드 스토어 데이에 맞춰 발매했다.ref>“Feist and Mastodon to Release Split 7”. 2011년 11월 29일. 2011년 11월 30일에 확인함.</ref> 또한 <A Commotion>의 크로스페이드 인터랙티브 비디오도 출시했다.
2011년 영화 <머팻 대소동>에 카메오로 출연했다.
2012년에 파이스트는 영화 트와일라잇 시리즈 <브레이킹 던, 파트 2>에 들어갈 곡 <Fire in the Water>라는 곡을 썼는데 에드워드와 벨라가 오두막집에서 사랑을 나눌 때 배경으로 쓰였다. 이 곡은 평론가들에게서 호평을 받았다.
파이스트의 곡 <The Water>를 미국 재즈 바이올리니스트인 자크 브록이 자신의 2012년 앨범 《Almost Never Was》에서 리메이크 했다.
2013년 1월 아트 앤 크래프트의 10주년을 맞아 기념하는 아트 앤 크래프트 필드 트립 뮤직 페스티벌에 파이스트가 브로큰 소셜 씬과 함께 메인으로 출연한다고 발표했다.

## 《Look at What the Light Did Now》와 《Pleasure》 (2013–2021년)
2010년 9월 파이스트는 웹사이트를 통해 《The Reminder》앨범 제작 영상을 담은 다큐멘터리 <Look at What the Light Did Now>를 출시할 예정이라고 밝혔다. 캐나다의 영화 감독 앤소니 섹이 수퍼 8mm 필름으로 촬영한 것인데 10월에 DVD로 출시되었고 로얄 온타리오 뮤지엄을 비롯한 몇 곳에서 상영회와 함께 영화 후 파이스트와의 인터뷰도 있었다. 인터뷰 진행은 조지 스트롬보로폴로스가 맡았다.
이 다큐에는 《The Reminder》의 녹음 과정과 함께 인형극과 프로젝션을 활용한 투어 준비 상황, 밴드 멤버인 아피 주바넨, 제작자인 칠리 곤잘레스, 브로큰 소셜 씬의 멤버인 케빈 드류와 앤드류 와이트맨, 그리고 비디오 감독인 패트릭 도터스와의 인터뷰도 담겼다.
DVD에는 보너스로 초기 시절 파이스트가 곤잘레스와 함께 트래쉬 클럽에서 공연하는 과 리마인더 투어 중 라이브 영상, 그리고 두 개의 단편영화로 하나는 파이스트가 나오는 <The Water>와 파이스트의 아이디어를 기반으로 만든 <Depatures>로 케빈 드류가 출연했다. 다큐멘터리의 사운드트랙은 CD에도 담겨있는데 주제곡인 <Look at What the Light Did Now>는 파이스트가 라이브로 연주하는 것 외에 두 개의 버전이 들어있다. 그 중 하나는 곡을 쓴 미국 작곡가 카일 필드와의 듀엣 버전도 있다.
2017년 4월 파이스트는 엘범<Pleasure>를 발매했다. 싱글 <Pleasure>는 한 달 전에 미리 나왔다. 앨범이 나오기 하루 전날인 2017년 4월 27일 파이스트는 토론토 트리니티 세인트 폴에서 앨범에 대해 소개하면서 앨범에 담긴 모든 곡들을 역순으로 연주했고 <I Feel It All〉과 같은 이전 곡들도 덧붙였다.
2021년 주노 어워드에서 파이스트는 트래지컬리 힙의 2002년 싱글 "It's a Good Life If You Don't Weaken"을 함께 불렀는데 이는 고드 다우니의 사망 이후 남은 멤버들의 첫 TV 출연이었다.

### <Multitudes> (2021년-현재)
2023년 4월에 파이스트는 여섯 번째 정규 앨범 <Multitudes>를 발매했다. 앨범 작업은 2019년 그녀의 양딸의 출생과 아버지의 사망 이후 시작되었다. 그녀는 앨범의 영감과 녹음 과정에 대해 다음과 같이 설명했다. "지난 몇 년은 나에게 있어 직면의 시기였다. 아마 어느 정도는 모두에게 그랬던 것 같다. 우리는 자신과 직면했고 우리의 관계들과도 직면했다. 우리의 관계 생태계를 그 어느 때보다도 명확하게 볼 수 있었고 갈등을 피하거나 주제를 둘러서 말하는 방식으로 보통은 숨겨져 있던 것들이 갑자기 빛 아래 드러났다. 그리고 그 모든 재평가 속에서 더 건강하고 정직한 기반을 찾을 기회가 생겼으며 회피하려는 것이 진실을 받아들이는 것보다 더 큰 노력을 필요로 한다는 것을 느꼈다."
이 앨범은 66회 그래미 어워드에서 최우수 엔지니어 앨범 후보에 올랐으며 2024년 주노 어워드에서 이 해의 성인 얼터너티브 앨범상을 수상했다.

## 사생활
파이스트는 2019년 말 출생한 양딸이 있다.

## 정규 음반 목록
- Monarch (1999년)
- Let It Die (2004년)
- The Reminder (2007년)
- Metals (2011년)
- Pleasure (2017년)
- Multitudes (2023년)